# Bitstamp
Bitstamp je menjalnica kriptovalut s sedežem v Luksemburgu. Ponuja trgovanje med fiat valutami, bitcoinom in ostalimi kriptovalutami. 
Podjetje je bilo ustanovljeno kot alternativa takrat dominantni menjalnici Mt. Gox. Čeprav podjetje posluje v ameriških dolarjih, sprejema fiat nakazila brezplačno le skozi sistem Enotnega območje evrskega plačevanja (Single Euro Payments Area – SEPA).